# La Fonera
Se denomina La Fonera a un enrutador WiFi 802.11b/g, basado en Linux 2.4, con un firmware basado en OpenWrt, modificado para hacerlo funcionar como un punto de acceso cautivo. El origen del nombre proviene de ser utilizado por FON para su proyecto de comunidad WiFi.
El firmware de la fonera crea dos señales WiFi: una pública y una privada, con las características siguientes:
- Señal privada: SSID cifrado, solo para uso privado del propietario de la fonera. Permite acceder a la red local y salir a Internet.
- Señal pública: SSID que requiere autentificación en la web de FON y está disponible solo para usuarios registrados en la comunidad. Desde ella no se puede acceder a la red local del propietario de la fonera, pero sí navegar por Internet.

## Primeros routers FON
Los primeros routers utilizados por FON eran routers Linksys WRT54G/GL y Buffalo AirStation G54, disponibles libremente en el mercado, que con un firmware modificado funcionaban como puntos de acceso FON. Se conocían comercialmente por el nombre "router social FON", porque permiten al usuario ("fonero") compartir su conexión a Internet con otros foneros de esta comunidad WiFi.

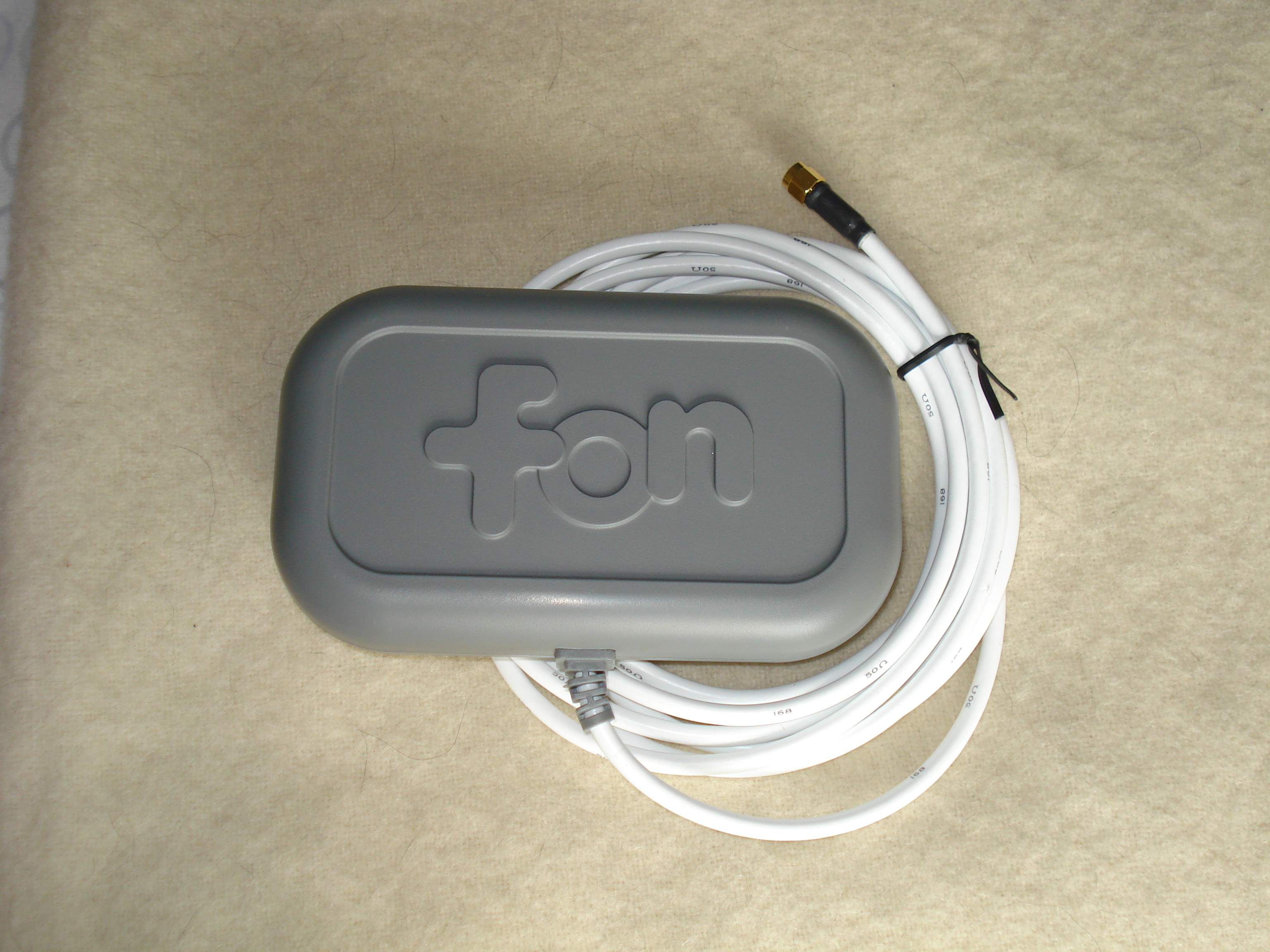
La Fontenna

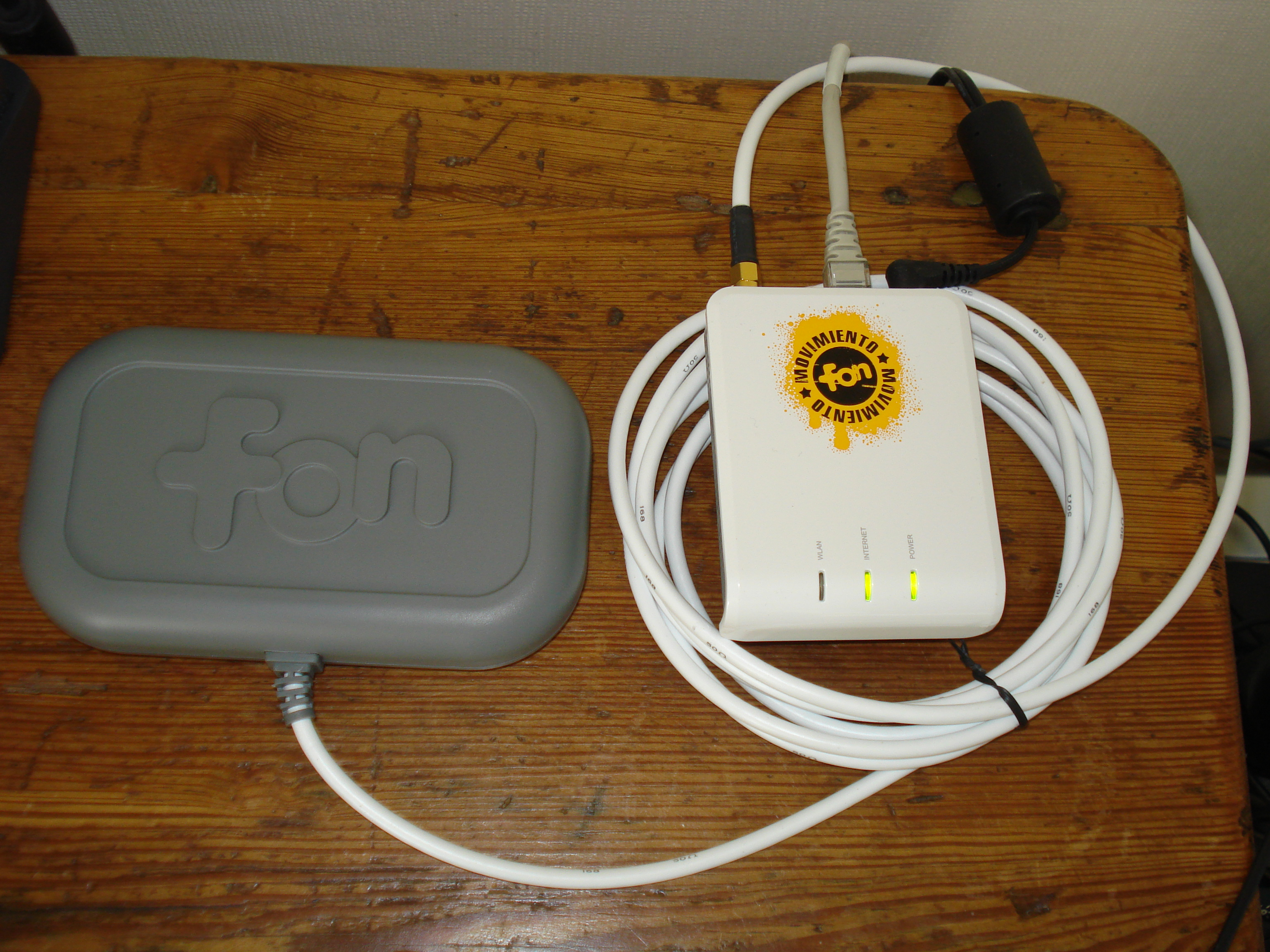
La Fonera y La Fontenna

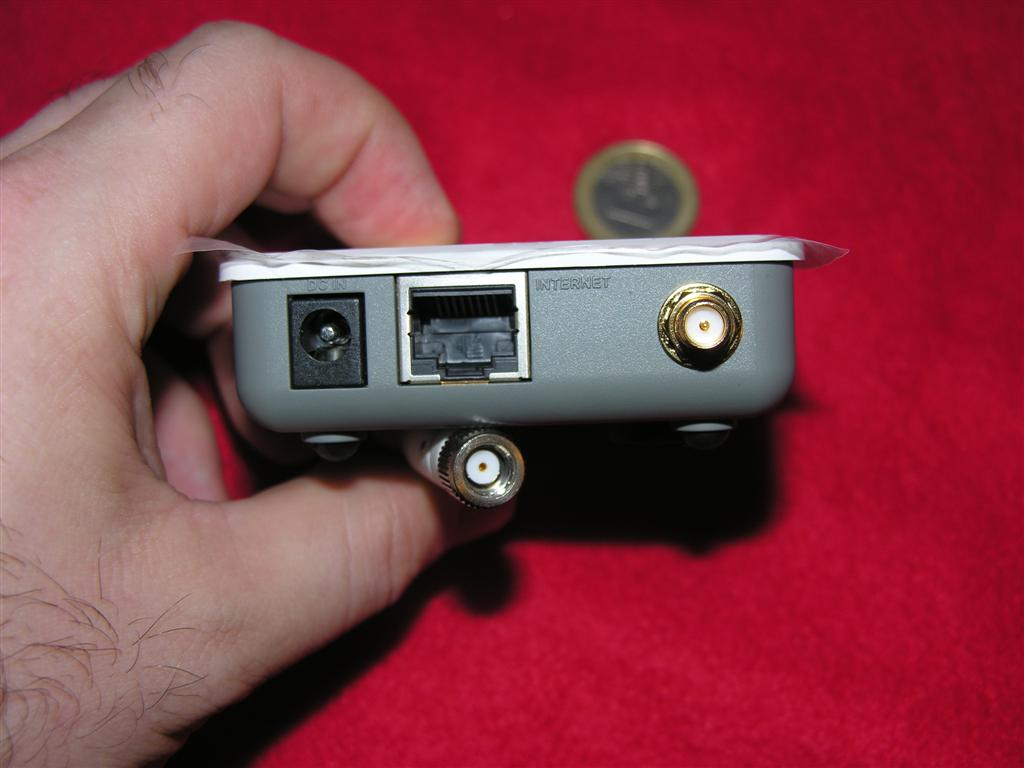
Enrutador la Fonera

## La Fonera
A partir de octubre de 2006, los routers estaban fabricados por ACCTON en exclusiva para FON, que los lanzó al mercado con el nombre comercial de "La Fonera".
Este enrutador WiFi disponía de un solo puerto ethernet para la conexión a Internet, un chip Atheros Mips Big Endian AR2315 a 170 MHz con 16 MB de RAM y una memoria flash de 8 MB (las primeras versiones solo tenían 4 MB), y una antena extraíble con conector RP-SMA (Inverso - macho).

## Fontenna
Poco después de aparecer la primera fonera se presentó un dispositivo llamado La Fontenna, que actualmente todavía se comercializa, consistente en una antena de 7 dBi de ganancia (entre 5 y 6 dBi contando las pérdidas del cable que lleva) que se enrosca en el lugar de la antena original de la fonera.
La idea de FON es que con dichas antenas se amplíe el radio de cobertura de los puntos que dan acceso a Internet, por lo que inicialmente fue vendida con un descuento para los FONeros con cierta antigüedad.

## Fonera+
En julio de 2007 apareció un nuevo modelo, denominado Fonera+ (Fonera Plus). Su principal novedad es que incorpora dos puertos de red Ethernet: uno que permite conectar La Fonera para que tenga acceso a Internet y otro que es equivalente a la conexión WiFi privada, originalmente llamada My Place, el cual puede ser utilizado para conectar tanto un PC como un hub o switch y, a éste, más ordenadores para ampliar la red. 
Las principales características de este modelo son:
- Dimensiones: 93,5 x 25,5 x 110 milímetros (sin contar la antena).
- Conector de antena: RP-SMA (SMA inverso).
- Antena exterior de 1,5 dBi.
- Autentificación WEP 64/128 bit, WPA, WPA2, WPA mixed.
- Cifrado TKIP, AES, mixed.
- Estándares WiFi IEEE 802.11b / 802.11g.
- 1 puerto Ethernet WAN (Internet) + 1 puerto Ethernet LAN.
- SSIDs: uno público y otro privado.

## Fonera 2.0
En abril de 2009 comienza a comercializarse la Fonera 2.0, modelo basado en la Fonera+, que ofrece las mismas funcionalidades de compartir la señal WiFi con FON, pero posee capacidad para ejecutar aplicaciones extras desarrolladas por la comunidad de usuarios FON. A este modelo se le añadió un segundo puerto Ethernet y un puerto USB 2.0 para conectar dispositivos adicionales como discos duros, cámaras web, impresoras, sintonizadores de radio, etc. y abrir la puerta a nuevas funciones. Aloja un servidor web desde cuya interfaz se controlan todas sus funciones, incluyendo las descargas automatizadas sin necesidad de tener encendido un ordenador.

## Fonera 2.0n
El 14 de julio de 2009, FON presentó la Fonera 2.0n, de prestaciones parecidas a la Fonera 2.0 original, pero con un procesador mucho más rápido y con características WiFi N (IEEE 802.11), por lo que cuenta con mucho mayor alcance y ancho de banda que su antecesora. Dispone de un total de 5 puertos Ethernet (1 de ellos reservado para la conexión a Internet) y de un puerto USB 2.0 que permite a los usuarios conectar otros dispositivos como discos externos, cámaras, impresoras, etc.
A través del servidor web que alberga, ofrece un gran conjunto de funciones como las de compartir ficheros a través de la red inalámbrica, subir fotos a vídeos automáticamente a diferentes entornos como YouTube, Flickr, Picasa y Facebook, o descargar ficheros y torrentes de servicios como BitTorrent, Rapidshare y Megaupload, todo ello sin la necesidad de mantener un ordenador encendido.
Este dispositivo es el primer gadget de la historia que tuitea.
La Fonera 2.0n también permite añadir capacidad WiFi a diferentes periféricos: si se conecta un disco duro externo lo ofrecerá para realizar copias de seguridad, si se conecta una impresora USB esta estará disponible para imprimir inalámbricamente, al conectar una cámara web transmitirá vídeo, una tarjeta USB de sonido permitirá escuchar una cadena HiFi a través de WiFi, etc.
Además, al conectar un módem 3G compartirá la conexión a Internet vía WiFi.
Se espera que la comunidad de desarrolladores de software libre cree nuevas aplicaciones.
Su aspecto físico es diferente al de todas las foneras anteriores, pasando del diseño de pequeña caja blanca a un módulo de color verde y negro con doble antena. FON comenzó su venta en Europa por 79 Euros el 15 de septiembre de 2009 y ha anunciado que el 15 de octubre de 2009 la comercializará en Estados Unidos de América por 99 dólares.
Lamentablemente, este modelo no dispone de la posibilidad de intercambiar sus antenas de serie por otras, ya que sus antenas son fijas.